# Мідсландський діалект
Мідсландський діалект (нід. Midslands, фриз. Midslânsk) — голландсько-фризький змішаний діалект, яким розмовляють у центральній частині ватового острова Терсхеллінг, що належить провінції Фрисландія. Він з'явився внаслідок багатовікового голландського правління на Терсхеллінгу, під час якого область поблизу села Мідсланд, адміністративного центру острова, зазнала найсильнішого впливу голландської адміністративної мови. Мідсландський діалект особливо близький до амеландського. З вестерським та астерським, двома іншими діалектами, на яких говорять на Терсхеллінгу, у нього набагато менше подібності, оскільки це фризькі мовні форми.

## Історія
Хоча лінгвіст Ґ.Ґ. Клуке вже на початку XX століття стверджував, що якщо в Західній Фрісландії раніше говорили західнофризькою, то тоді тією ж мовою спочатку говорили і на Фризьких островах, це не було відразу прийнято. Ще в 1934 році професор Гронінгенського університету Клас Герома, сам родом з острова Терсхеллінг, припустив, що його острів, ймовірно, був спочатку франкським, оскільки він бачив велику подібність між мідсландським і діалектами Вліланда, Тесела, Вірінґена, Дрехтерланда. За його припущенням, ця група діалектів не мала жодного відношення до фризської мови, і навіть міська фризька мала зовсім інше походження. Він вважав, що два фризомовні райони на краях Терсхеллінга походять від відносно недавніх колоній фризів, які походили з регіону Зейдвестгук.
Сьогодні вважається, що головною причиною подібностей, які Герома побачив між мідсландським та згаданими голландськими діалектами, насправді є фризький субстрат. Таким чином, загальноприйнятий погляд на сьогоднішній день більш тісно пов'язаний із обґрунтуванням Клуке. Спочатку на Терсхеллінгу, мабуть, говорили виключно фризькою мовою, але пізніше острів був окупований Альбрехтом Баварським, графом Голландії під час фризько-голландських воєн у 1396 році, а потім перейшов під владу Голландії, яка тривала до 1942 року. Оскільки Мідсланд, до того ж, протягом багатьох років функціонував як адміністративний центр, вплив голландської адміністративної мови тут був найбільшим, і, таким чином, Мідсланд з навколишніми селами поступово переходив на голландський діалект, як це відбувалося на материковій частині Фрісландії в містах. Вважається, що цей процес розпочався вже у XVI столітті.
Чим далі було знаходження від адміністративного центру, тим меншим був вплив голландського діалекту, тому на західних та східних краях Терсхеллінга місцеві діалекти зберегли свій фризький характер. Тим не менш, мідсландський діалект на острові мав функцію свого роду лінгва франка, загальної мови, якою володіли не лише самі мідсландці, а й носії вестерського та астерського діалектів. Таким чином, мідсландський діалект сприяв процесу взаємодії, що також залишив явні сліди у двох інших діалектах.